# Malu Mare, Bolgrad
Malu Mare (în ucraineană Малоярославець Перший, transliterat: Maloiaroslaveț Perșîi, în germană Wittenberg) este un sat în comuna Tarutino din raionul Bolgrad, regiunea Odesa, Ucraina. Satul a fost locuit de germanii basarabeni.

## Demografie
Componența lingvistică a localității Malu Mare
     Română (38,63%)
     Rusă (37,79%)
     Ucraineană (17,56%)
     Bulgară (4,52%)
     Alte limbi (0,17%)
Conform recensământului din 2001, nu exista o limbă vorbită de majoritatea populației, aceasta fiind compusă din vorbitori de română (38,63%), rusă (37,79%), ucraineană (17,56%), bulgară (4,52%) și găgăuză (1,34%).

## Personalități

### Născuți în Wittenberg / Malu Mare
- Andreas Widmer (1856–1931), fermier german basarabean, politician țarist și om de stat român.